# Cyperus chamaecephalus
Cyperus chamaecephalus là một loài thực vật có hoa trong họ Cói. Loài này được Cherm. mô tả khoa học đầu tiên năm 1925.